# Molinos (departement)
Molinos is een departement in de Argentijnse provincie Salta. Het departement (Spaans:  departamento) heeft een oppervlakte van 3.600 km² en telt 5.565 inwoners.

## Plaatsen in departement Molinos
- Brealito
- Colomé
- El Churcal
- La Puerta
- luracatao
- Molinos
- Seclantás
- Tacuil